# Martini-Enfield

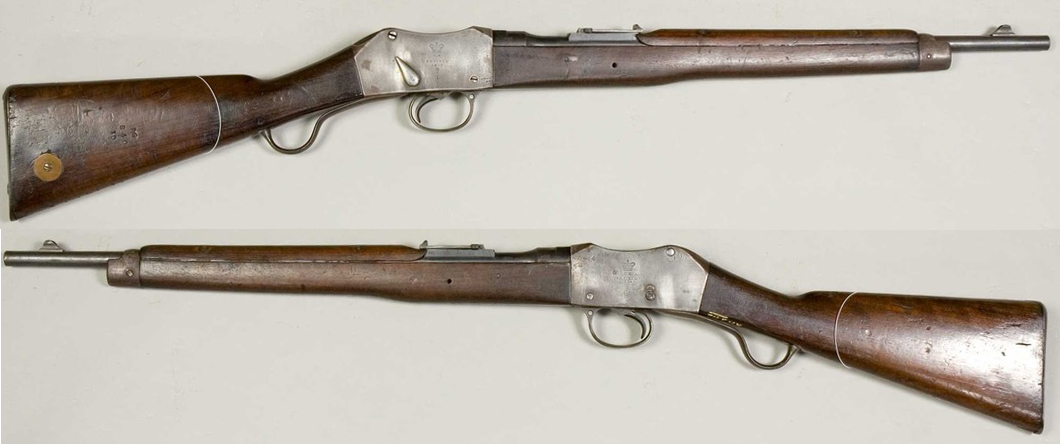
Le Martini-Enfield (ici la variante carabine de cavalerie) est la version en calibre 7,7 mm du célèbre Martini-Henry.

Le Martini-Enfield est un fusil militaire britannique qui a équipé les forces armées britanniques à la fin du XIXe siècle et au début du XXe siècle.

## Présentation
- C'est en fait un fusil Martini-Henry de calibre .45 (11,43 mm) modifié à partir de 1895 (par la pose d'un nouveau canon fabriqué à la Manufacture Royale d'Enfield), pour le tir de la nouvelle cartouche : la .303 British à poudre sans fumée de calibre 7,7 mm avait des qualités balistiques supérieures à longue distance. Il a l'aspect extérieur et les qualités (et défauts) du fusil Martini-Henry.

- Comme pour le Martini-Henri, il exista sous forme de fusil pour infanterie (canon long et baïonnette), mousqueton pour l'artillerie et le génie (canon court et baïonnette) et enfin de carabines pour la cavalerie.

- Environ 750 000 fusils, mousquetons et carabines Martini-Enfield ont été produits/modifiés entre 1895 et 1903 par les usines de :

- RSAF (Royal Small Arms Factory), à Enfield Lock
- London Small Arms Company Limited (LSA Co)
- BSA & M Co (Birmingham Small Arms & Metals Co, plus tard BSA )
- HRB Co (Henry Rifle Barrel Company, plus tard en faillite et rachetée par Blenheim Engineering)
- NA&A Co (National Arms & Munitions Company )

## Caractéristiques techniques
- Mécanisme :  bloc tombant.
- Calibre : 7,7 mm
- Munition : .303 Britannique
- Longueur de l'arme sans baïonnette : 1,18 m (carabine et mousqueton : 95 cm)
- Longueur du canon : 77 cm (carabine et mousqueton : 54 cm)
- Masse de l'arme vide	 3,9 kg (carabine et mousqueton : 3,35 kg) à vide
- Capacité : arme mono-coup
- Cadence de tir : 10 coups par minute.

## Copies du col de Khyber
La région du Col de Khyber , entre le Pakistan et l'Afghanistan, a depuis longtemps la réputation de produire des copies artisanales d'armes à feu sans licence, en utilisant tous les matériaux disponibles - le plus souvent des traverses de chemin de fer, des véhicules à moteur mis au rebut et de la ferraille.
Au cours des différentes expéditions militaires britanniques à la frontière du Nord-Ouest , les habitants locaux ont acquis des exemplaires des fusils Martini-Henry, Martini-Enfield et, plus tard, Lee-Enfield et ont commencé à fabriquer leurs propres copies.

## Les guerres du Martini-Enfield
Le Martini-Enfield a servi durant la seconde guerre des Boers, la Grande Guerre, la révolte arabe menée par T. E. Lawrence et la Seconde Guerre mondiale (il armait la British Home Guard).